# Романов Федір Олександрович
Романов Федір Олександрович (рос. Фёдор Александрович Романов; 23 грудня [ст. ст. 11 грудня] 1898 — 30 листопада 1968) — другий син і третя дитина великого князя російського Олександра Михайловича та великої княгині Ксенії Олександрівни. Він також був племінником Миколи II, останнього імператора Росії.
Народився та виріс в імперській Росії під час правління свого дядька Миколи II, він зробив військову кар'єру та під час Першої світової війни вступив до Пажеського корпусу. З падінням російської монархії він уникнув долі багатьох своїх родичів, убитих більшовиками, втікши до батьківського маєтку в Криму. Деякий час разом із великою компанією рідних він перебував там під домашнім арештом. Вони покинули Росію 11 квітня 1919 року. У вигнанні він оселився у Франції, де одружився з княжною Іриною Павлівною Палій, своєю далекою двоюрідною сестрою. Пара розлучилася в 1936 році. Хворий туберкульозом князь Федір переїхав до Англії з матір'ю, де провели роки Другої світової війни. Після закінчення війни він назавжди оселився на півдні Франції.

## Російський князь
Князь Федір Олександрович Романов народився в Зимовому палаці в Санкт-Петербурзі, Російська імперія, 23 грудня 1898 року. Він був другим сином і третьою дитиною серед семи братів і сестер. Будучи онуком імператора Олександра III по матері, він не мав права на титул великого князя російського, оскільки був лише правнуком імператора Миколи I по чоловічій лінії по батькові. Свої ранні роки він провів у царській Росії. За сімейною традицією розпочав військову кар'єру. Під час Першої світової війни вступив до Пажеського корпусу.
У 1914 році його єдина сестра Ірина одружилася суперечливим Феліксом Юсуповим, який пізніше вбив Распутіна. У своїх спогадах Юсупов описав свого швагра:
«Князь Федір, зокрема, був дуже вороже налаштований до мене. Цей п'ятнадцятирічний хлопець був високим для свого віку; його дике і кучеряве каштанове волосся обрамляло гарне, типово нордичне обличчя з дуже рухливими рисами. Вираз його обличчя міг бути то лютим, як у дикого звіра, то ніжним, як у дитини. Він мав гостре почуття гумору і несподіваний хід думок. Ворожість, яку він виявляв до мене спочатку, незабаром перетворилася на глибоку і міцну дружбу. Коли я одружився з його сестрою, він став нашим домом».
Його мама Ксенія також написала: «Ми пішли в „Te Deum“ на заручини. На щастя, Федор прийшов. Я так боялася, що він не прийде! Але який вираз обличчя. Мені хотілося плакати». Під час падіння російської монархії він шукав притулку з родиною у власності свого батька в Криму. Там вони безтурботно жили до приходу до влади більшовиків із Жовтневим переворотом у 1917 році. Деякий час князь Федір перебував під домашнім арештом в Ай-Тодорі, а потім у Дюльбері разом з батьками, братами і сестрами, бабусею-вдовуючою імператрицею та багатьма іншими родичами Романових.
Князь Федір та його родичі в Криму уникли долі низки його двоюрідних братів Романових, яких убили більшовики, коли їх звільнили німецькі війська в 1918 році. 11 квітня 1919 року він покинув колишню Росію та виїхав за кордон на кораблі Королівського флоту «Мальборо» і переїхав до Англії, а потім до Франції.

## Життя в еміграції
У перші роки свого заслання князь Федір жив у Парижі на квартирі своєї сестри російської княгині Ірини Олександрівни та її чоловіка князя Фелікса Юсупова. Працював таксистом, а згодом архітектором.
3 червня 1923 року князь Федір одружився в соборі Св. Олександра Невського в Парижі з княжною Іриною Палій (1903—1990), його двоюрідною сестрою. Вона була донькою великого князя російського Павла Олександровича та його морганатичної дружини княгині Ольги Палій. У пари народився син:
- Князь Михайло Федорович (Париж 4 травня 1924 — 22 вересня 2008); 1-й шлюб у Парижі 15 жовтня 1958 р. (розлучився 1992 р.) Гельга Штауфенбергер (народилася у Відні, 22 серпня 1926); 2-й шлюб у Хоссе 15 січня 1994 року Марія де лас Мерседес Устрелль-Кабані (нар. Оспіталет-де-Льобрегат, Іспанія 26 серпня 1960). Михайло помер в один день зі своїм двоюрідним братом, російським князем Михайлом Андрійовичем.

У 1930 році князь Федір і його дружина жили окремо. Княгиня Ірина почала стосунки з графом Юбером де Монбрізоном (15 серпня 1892 — 14 квітня 1981) і народила від нього доньку ще в шлюбі з князем Федором, який визнав дитину своєю.
Князь Федір Олександрович і княгиня Ірина розлучилися 22 липня 1936 року. Він не одружувався повторно і провів Другу світову війну в Англії в будинку своєї матері. До 1941 року він був важко хворий на туберкульоз і був змушений тривалий час перебувати в санаторіях для одужання. У воєнні роки він спорадично спілкувався з сином, який залишився на півдні Франції з колишньою дружиною Федора. Після закінчення війни, щоб поправити здоров'я і бути ближче до сина, князь Федір оселився на півдні Франції на віллі своєї сестри княгині Ірини Олександрівни. Там він прожив до кінця свого життя. Маючи дуже обмежений власний прибуток і надто хворий, щоб працювати, його колишня дружина та його сестра допомагали з рахунками за лікування. Помер князь Федір Олександрович 30 листопада 1968 року в Аскені, Франція.